# 百代唱片 (上海)
百代唱片，設於上海，是中國二十世紀上半葉最具規模的唱片公司，成立於約1909年，1949年停止營業。百代唱片出版唱片數量極多，無論數量、品種；皆遠超越中國同時期其他唱片公司。中國時代曲首次錄製成唱片，亦是來自百代。

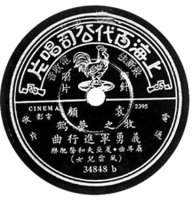
1935年百代唱片公司出版之電影音樂，義勇軍進行曲。雄雞是百代公司出品的標誌。

## 源起
前身為成立於1908年，由法國人樂濱生 E.Labansat 創立之「柏德洋行」。樂濱生最初到上海，在南洋橋（今西藏路）一帶擺放留聲機，播放「洋人大笑」唱片賺錢。其广告语为：“十文钱即可听一次洋人大笑，使你忍俊不禁，为之捧腹。凡听而不笑者，分文不取。”这张片长2分多钟的唱片，组合洋人各种笑声，在当时大受欢迎。这张《洋人大笑》唱片作为传入中国的第一代唱片。
1908年，积攒了第一桶金后，乐浜生在上海南阳桥（今西藏南路）附近租房创立了“柏德洋行”。在上海代理法國百代公司（法語：Pathé Frères）留聲機、唱片等音響設備。「百代」為法文 Pathé 音譯。

## 發展經過
1910年4月，柏德洋行改稱「東方百代公司」（Pathé Orient，法商東方百代)，開始錄製唱片，主要收錄京劇等中國戲曲。初時製作方法，是在中國收音後，送往歐洲壓製成片，再在中國各地發行。一次大戰期間，往歐洲貨運受阻，影響百代生意。1915年左右，在上海徐家汇谨记桥徐家汇路（今衡山路）1434号购得地皮，1917年，百代於上海法租界徐家滙路設立中國首家唱片製造廠，減少對歐洲依賴，並加快唱片製作。1921年，在製造廠建成收音棚及公司總部，此建築物一直保存至今。到了1920年代中期，百代已成為中國規模最大唱片公司，在全中國各地設有分銷處；在香港、天津有分公司，唱片發行遍及全中國、以至南洋及北美。內容方面，百代最初多數灌録傳統戲曲，主要為京劇，亦有粵劇等地方戲曲。1920年起，收録題材開始多元。隨著電台、電影普及，開始出版電影歌曲、西洋音樂、合唱團歌曲等等。1927年，百代錄製了中國最先的時代曲，黎錦暉的《妹妹我愛你》及《毛毛雨》。

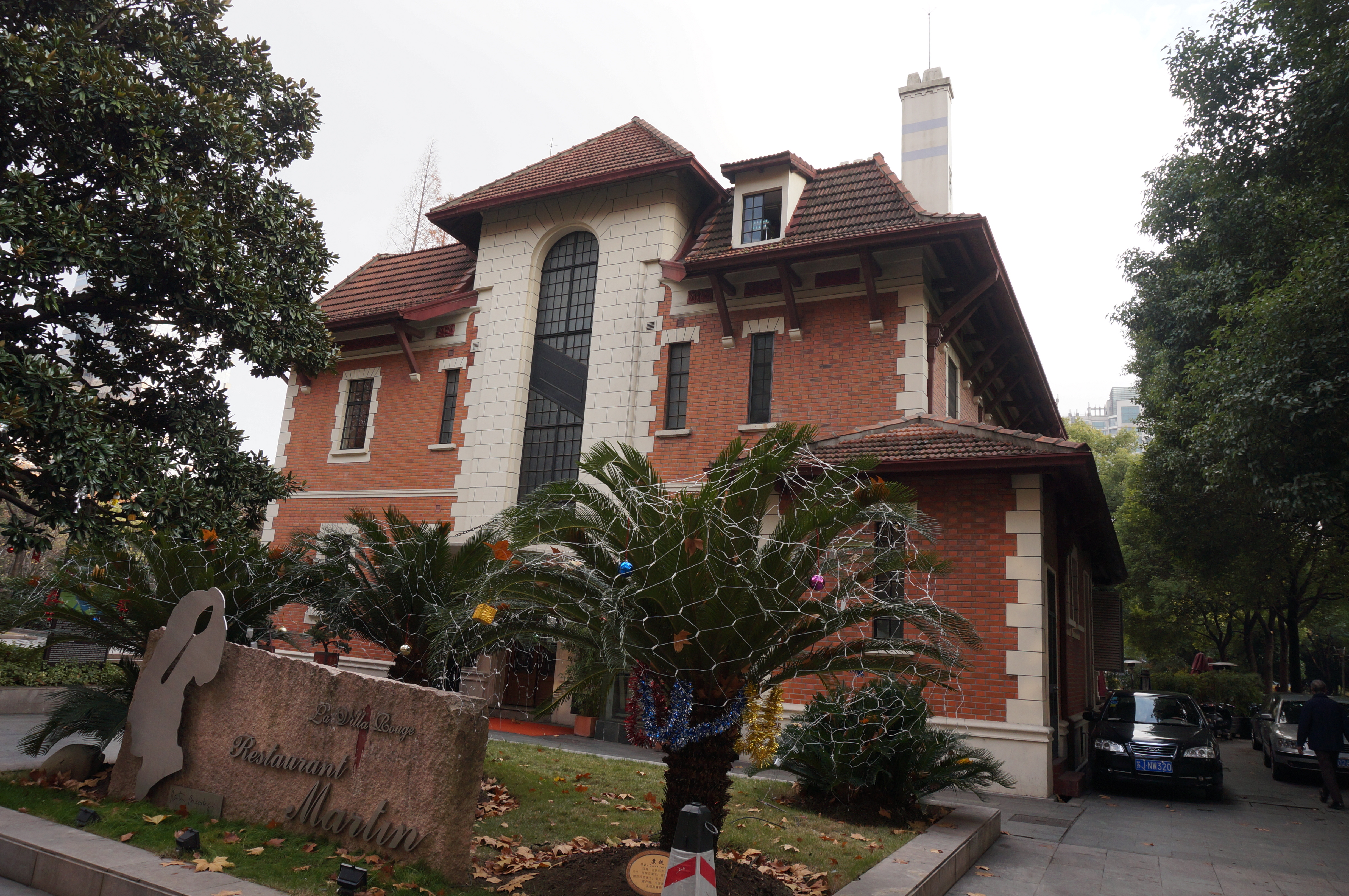
百代位於徐家滙總部

1930年，英國哥倫比亞唱片公司(Columbia Graphophone Company Limited，是美國哥倫比亞唱片公司分公司) 收購法國百代公司（Pathe Records) 全部唱片業務，包括上海的「東方百代公司」。在中國，收購後唱片出品仍然維持中文品牌「百代」，與及其紅底黑圖雄雞商標。「東方百代公司」變成英商百代有限公司。原來之唱片製作廠，擴充後獨立，改稱「中國唱片有限公司」(China Records Co Ltd)，並開始代其他公司生產唱片。百代公司亦開設另一副品牌麗歌唱片，專門出版新人作品。
翌年，英國「哥倫比亞唱片公司」與「留聲機公司」(Gramophone Company，出品以 HMV 為品牌)在英國合併，改稱「電器音樂實業集團」(Electric and Musical Industries, EMI) 。位於上海的百代及中國唱片，被併入於香港註冊之「英商電器音樂實業有限公司」(Electrical Musical Industries (China) Ltd)，成為英國EMI 全球總公司在中國的分部。品牌依然維持使用「百代」。1930年代中，百代營業額超過一百萬法幣，職工一千人以上，唱片年產量達二百七十萬張。內容方面，電影歌曲及時代曲興起，成為百代主要產品及盈利來源。
1937年，抗戰爆發。百代公司屬於英商，位於法租界，仍然繼續經營。1941年，太平洋戰爭爆發，上海孤島時期結束。英商 EMI 成為敵國資產，被日軍接管。日本政府將百代交予日本唱片商「株式会社日本蓄音器商會」營運，維持以「百代」品牌出版唱片。依旧维持着“上海百代公司”的称号，继续使用“雄鸡”商标，但“英商电气音乐实业有限公司”的正式称谓被废止，出品的部分唱片片心去除了“上海”字样，底纸颜色由紫色改为深红色，底端清晰地刻有“大日本蓄音器”的字样。部分唱片印有「日本帝国音乐局监制」的字样。1945年日本投降後，百代回歸英商EMI。
1948年，隨著中國內戰形勢惡化，百代經營漸轉困難，1949年4月，宣告暫停營業。上海百代公司停业、闲置的状态维持了两年多。朝鲜战争英国参战、对华禁运背景下，中华人民共和国政府收购或征用英资企业。1952年1月5日，上海唱片厂在百代公司的原址上成立，其所使用之厂房、设备等概由华东军政委员会工业部出面租借。1952年3月10日，上海唱片厂发行了第一张唱片——《我们要和时间赛跑》。新的唱片牌号定为“中华唱片”，“天安门”与“华表”成为新的商标图案。
隨著時代曲被共產黨定性為「黃色音樂」，禁止演出及創作。不少百代旗下歌星、音樂人遷居香港。EMI 於1953年在香港成立香港百代公司，繼續以「百代唱片」製作及發行唱片。

## 影响
百代唱片在上海四十年期間的唱片製作量，以1960年代清查倉庫仍存有模具者計算，最少為6300張，實際數字更多。百代唱片是30年代至40年中國唱片業三巨頭之首，產量超另外兩家勝利唱片及大中華唱片 。1930年代至1940年代的時代曲，由百代持有版權的達90%以上，(當中包括1940年代由勝利唱片轉賣予百代)。以製作計，百代佔30年代流行曲市場70%以上。以發行量計，曾創下月銷十萬張紀録。百代不單擁有全中國最佳設備，亦有可稱最佳作曲、作詞人、編曲及與及樂隊。1949年以前中國流行曲主要歌星，包括40年代上海歌坛七大歌星，幾乎全部都曾經在百代録過唱片。
除時代曲外，百代出版其他戲曲、曲藝唱片，數量、品種亦遠超其他唱片公司。太平洋戰爭開始時，百代倉庫存有唱片原模具達萬張以上，(當中包括代製品），可見百代出產數量之多。
太平洋戰爭以前，百代以法資、英資公司於上海法租界運作，創作、出版相對自由。國民政府於1931年起即在上海頒行唱片錄製審查，但對百代、勝利兩家租界外資公司，基本上並無效用，管制成為虛文。任光、聶耳等左翼音樂人都曾先後於百代任職。當中任光於1932年起成為百代音樂部主任。九一八事變以後，百代唱片曾出版與抗日相關題材唱片，當中包括1935年電影《風雲兒女》的主題曲義勇軍進行曲。到了1940年代，黎錦光於百代任職，在日治時期仍然創作及出版了包括夜來香等眾多名作。1945年日本投降後，國民政府收回上海租界。1946年，中央廣播事業管理處對唱片業進行整治，開列電台禁播，唱片廠禁止生產發行之「禁用唱片」，當中近半為百代出品。1948年，上海市曾一度提出要求實行唱片錄製前審查，唯未及實施。